# Economia dell'Uzbekistan

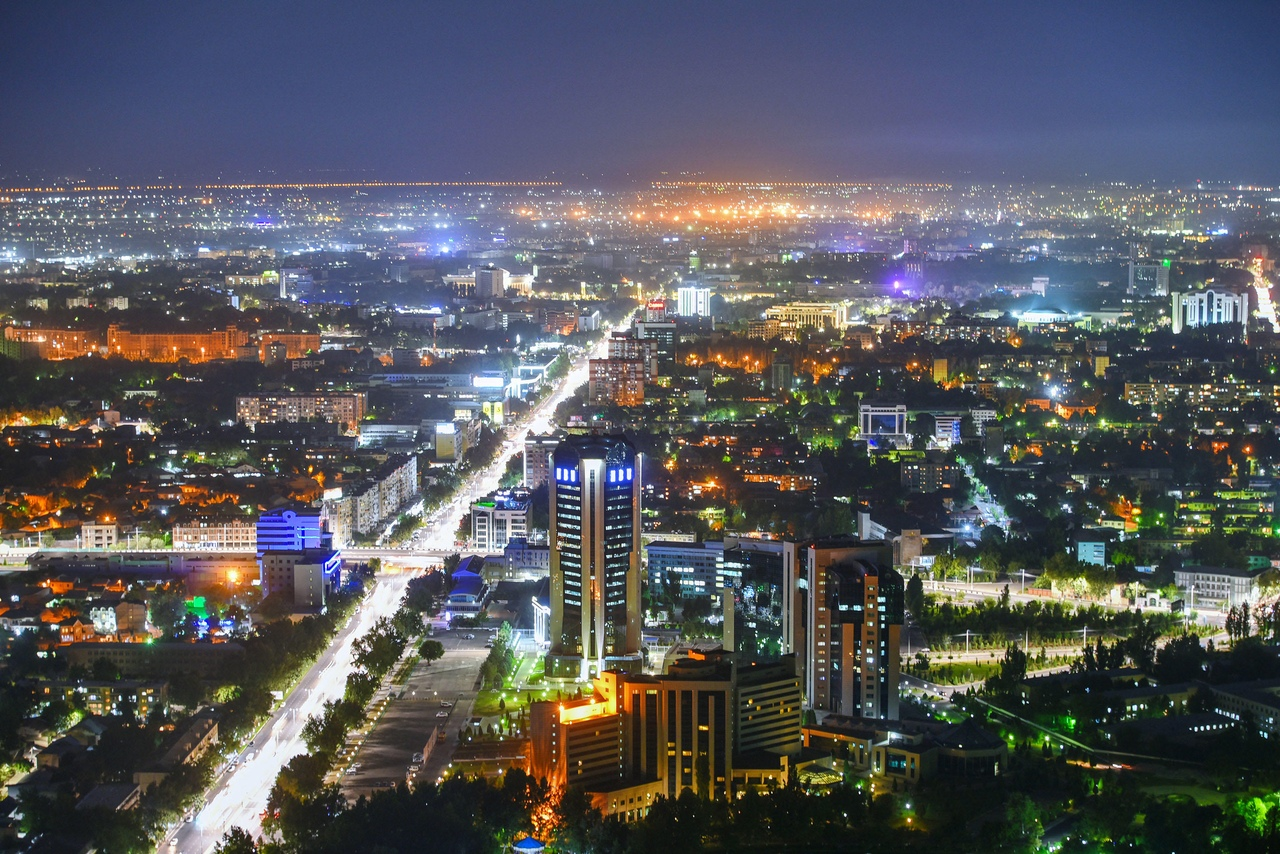
Tashkent è il principale centro economico, commerciale e finanziario dell'Uzbekistan

L'economia dell'Uzbekistan è una delle economie in più rapida crescita al mondo, con una crescita del prodotto interno lordo (PIL) del 6,5% nel 2024..
L'economia dello stato centroasiatico, in passato un'economia pianificata di tipo sovietico, ha subito cambiamenti che la avvicinano maggiormente a un'economia di mercato. Sotto l'amministrazione di Islam Karimov, la capacità di conversione valutaria è stata limitata, le importazioni sono state controllate e i confini dell'Uzbekistan con i vicini Kazakistan, Kirghizistan e Tagikistan sono stati chiusi sporadicamente. Dall'elezione del presidente Shavkat Mirziyoyev, sono state attuate riforme economiche e sociali in Uzbekistan per stimolare la crescita e modernizzare il Paese. Le istituzioni finanziarie internazionali, tra cui la BERS, la Banca Asiatica di Sviluppo e la Banca Mondiale, sostengono il processo di riforma e hanno rafforzato la loro presenza nel Paese.
Lo stato è un importante produttore ed esportatore di cotone. Nel 2022, la Cotton Campaign e altre agenzie, tra cui il governo degli Stati Uniti, hanno revocato tutti i divieti all'importazione di cotone imposti a causa di preoccupazioni internazionali in materia di diritti umani. L'Uzbekistan è anche un grande produttore di oro, con la più grande miniera d'oro a cielo aperto del mondo. Il paese possiede ingenti giacimenti di argento, minerali strategici, gas e petrolio. Dal 2016, l'Uzbekistan ha attuato significative riforme economiche. Il Paese ha liberalizzato la valuta nel 2017, consentendo flussi più liberi di valuta estera e consentendo l'importazione e l'esportazione di merci, nonché l'accesso agli investimenti esteri. Le riforme fiscali del 2019 hanno inoltre consentito il consolidamento societario, la semplificazione fiscale e la professionalizzazione del settore privato. Il Governo è inoltre impegnato nella privatizzazione delle imprese statali (SOE), con l'IPO nazionale di UzAuto prevista per il 2022.
Il Forum Economico dell'Uzbekistan, gestito dal Ministero delle Finanze, riunisce annualmente istituzioni finanziarie internazionali, aziende, funzionari governativi e altri stakeholder. La prima iterazione si è tenuta a Tashkent, mentre l'Uzbekistan Economic Forum II si è svolto a Samarcanda. Nel dicembre 2022, il governo uzbeko ha ricevuto un prestito dalla Banca Mondiale di quasi 1 miliardo di dollari per "implementare riforme strategiche". Oggi, il volume del PIL dell'Uzbekistan ha raggiunto i 146 miliardi di dollari.

## Agricoltura e allevamento e pesca
Nel 2018, l'Uzbekistan ha prodotto:

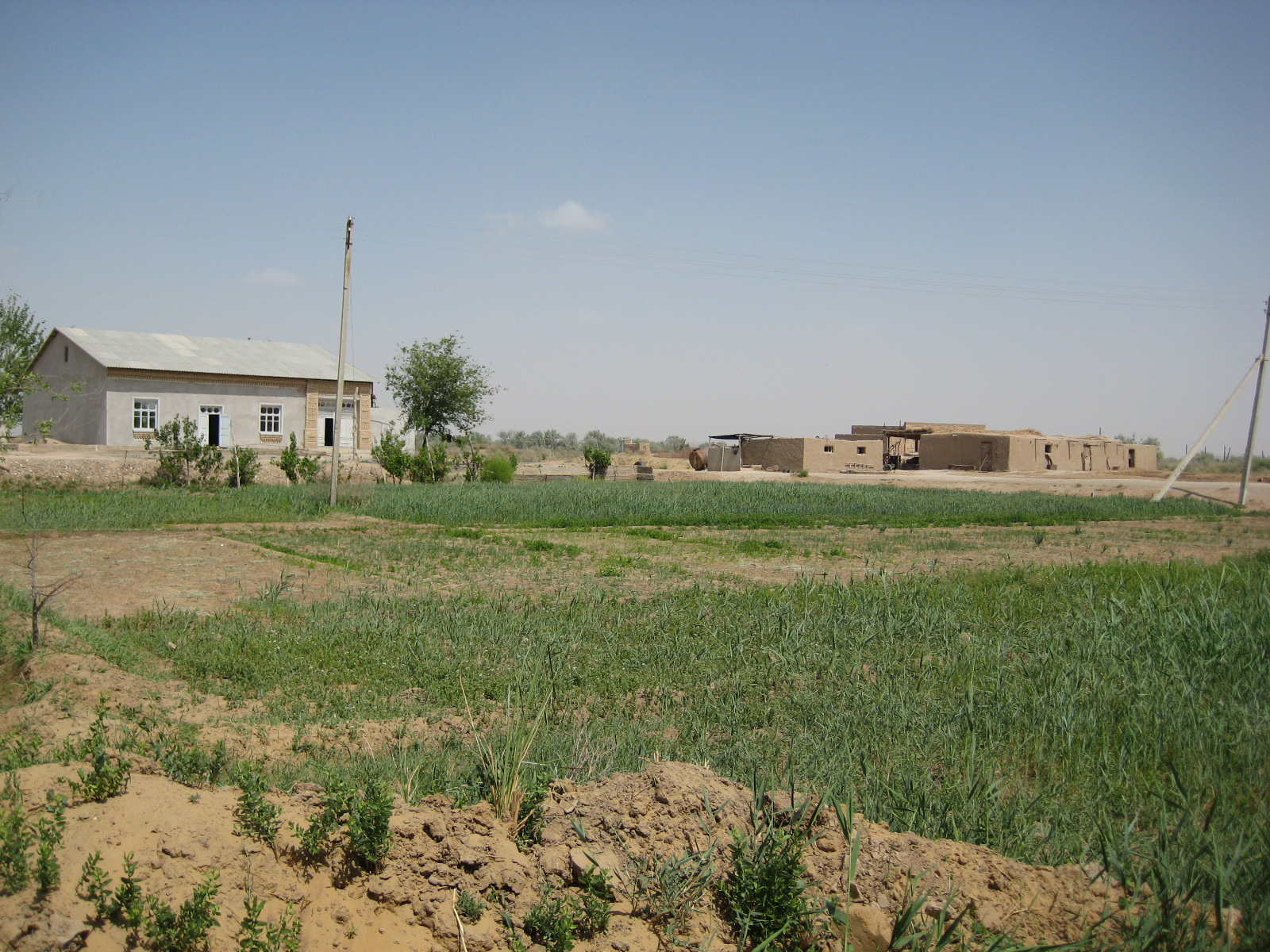
Una tipica fattoria uzbeca

- 5,4 milioni di tonnellate di grano;
- 2,9 milioni di tonnellate di patate;
- 2,2 milioni di tonnellate di cotone (ottavo produttore al mondo);
- 2,2 milioni di tonnellate di pomodoro (14° produttore al mondo);
- 2,1 milioni di tonnellate di carota (2° produttore al mondo, subito dopo la Cina);
- 1,8 milioni di tonnellate di anguria (8° produttore al mondo);
- 1,5 milioni di tonnellate di uva (15° produttore al mondo);
- 1,4 milioni di tonnellate di cipolla (15° produttore al mondo);
- 1,1 milioni di tonnellate di mela (14° produttore al mondo);
- 857 mila tonnellate di cetriolo (7° produttore al mondo);
- 743 mila tonnellate di cavolo;
- 493 mila tonnellate di albicocca (2° produttore al mondo, subito dopo la Turchia); * 413 mila tonnellate di mais;
- 254 mila tonnellate di aglio;
- 221 mila tonnellate di riso;
- 172 mila tonnellate di ciliegie;
- 161 mila tonnellate di pesche;
- 134 mila tonnellate di susine (17° produttore al mondo);

Oltre a produzioni minori di altri prodotti agricoli.
Alla fine del 2013, il governo ha annunciato, tramite la Banca Centrale della Repubblica dell'Uzbekistan, di prevedere che l'agricoltura svolgerà un ruolo importante nello sviluppo economico del Paese in futuro.

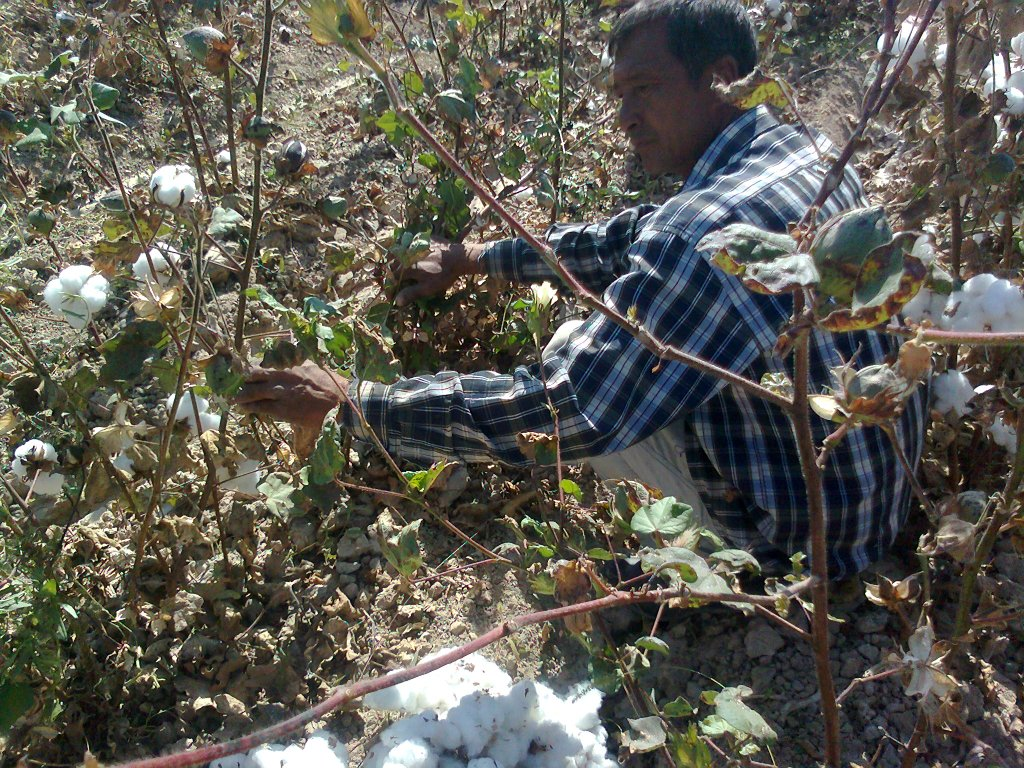
Coltivazione del cotone in Uzbekistan

L'agricoltura in Uzbekistan impiega il 28% della forza lavoro e contribuisce al 24% del PIL (dati del 2006). Un altro 8% del PIL proviene dalla trasformazione della produzione agricola nazionale. Il cotone, un tempo la principale fonte di reddito dell'Uzbekistan, ha perso molto del suo prestigio dopo l'indipendenza, con il grano che ha iniziato ad acquisire importanza per motivi di sicurezza alimentare per la popolazione in rapida crescita. Le superfici coltivate a cotone si sono ridotte di oltre il 25%, passando da 2 milioni di ettari nel 1990 a meno di 1,5 milioni di ettari nel 2006, mentre la coltivazione del grano è aumentata del 60%, passando da circa 1 milione di ettari nel 1990 a 1,6 milioni di ettari nel 2006. La produzione di cotone è scesa da 3 milioni di tonnellate annue nel decennio precedente l'indipendenza a circa 1,2 milioni di tonnellate dal 1995, ma anche a questi livelli ridotti l'Uzbekistan produce una quantità di cotone tre volte superiore a quella di tutti gli altri paesi dell'Asia centrale e dell'Azerbaigian messi insieme. Le esportazioni di cotone sono crollate da picchi pari a circa il 45% delle esportazioni totali dell'Uzbekistan nei primi anni '90 al 17% nel 2006. L'Uzbekistan è il maggiore produttore di iuta nell'Asia occidentale e produce anche quantità significative di seta (ikat uzbeko), frutta e verdura, con i prodotti alimentari che hanno contribuito a quasi l'8% delle esportazioni totali nel 2006. Praticamente tutta l'agricoltura richiede l'irrigazione, ma a causa dei vincoli di bilancio non si è praticamente verificata alcuna espansione della superficie irrigata dall'indipendenza: rimane statica a 4,2 milioni di ettari, il livello raggiunto nel 1990 dopo la rapida crescita durante il periodo sovietico. L'intervento governativo in agricoltura si riflette nella persistenza di ordinanze statali per le due principali colture commerciali, cotone e grano. Gli agricoltori ricevono direttive vincolanti sulla superficie da coltivare per questi prodotti e sono obbligati a cedere il raccolto a commercianti designati a prezzi stabiliti dallo Stato. I redditi degli agricoltori e dei lavoratori agricoli sono sostanzialmente inferiori alla media nazionale perché il governo paga loro meno dei prezzi mondiali per il cotone e il grano, utilizzando la differenza per sovvenzionare imprese industriali ad alta intensità di capitale, come fabbriche che producono automobili, aerei e trattori. Di conseguenza, molti agricoltori si concentrano sulla produzione di frutta e verdura nei loro piccoli appezzamenti di terreno, poiché i prezzi di questi prodotti sono determinati dalla domanda e dall'offerta, non da decreti governativi. Gli agricoltori ricorrono anche al contrabbando di cotone e soprattutto di grano attraverso il confine con il Kazakistan e il Kirghizistan per ottenere prezzi più elevati. La politica dei prezzi applicata dal governo per le principali colture commerciali, cotone e grano, è apparentemente responsabile della crescita eccezionalmente rapida del patrimonio bovino negli ultimi anni, poiché i prezzi del latte e della carne, come quelli di frutta e verdura, sono anch'essi determinati dalle forze di mercato. Il numero di bovini è aumentato da 4 milioni di capi nel 1990 a 7 milioni di capi nel 2006, e praticamente tutti questi animali sono allevati da famiglie rurali con appena 2-3 capi per nucleo familiare. La vendita di latte, carne e verdura di produzione propria nei mercati cittadini rappresenta una fonte importante per incrementare il reddito delle famiglie rurali.

## Industria

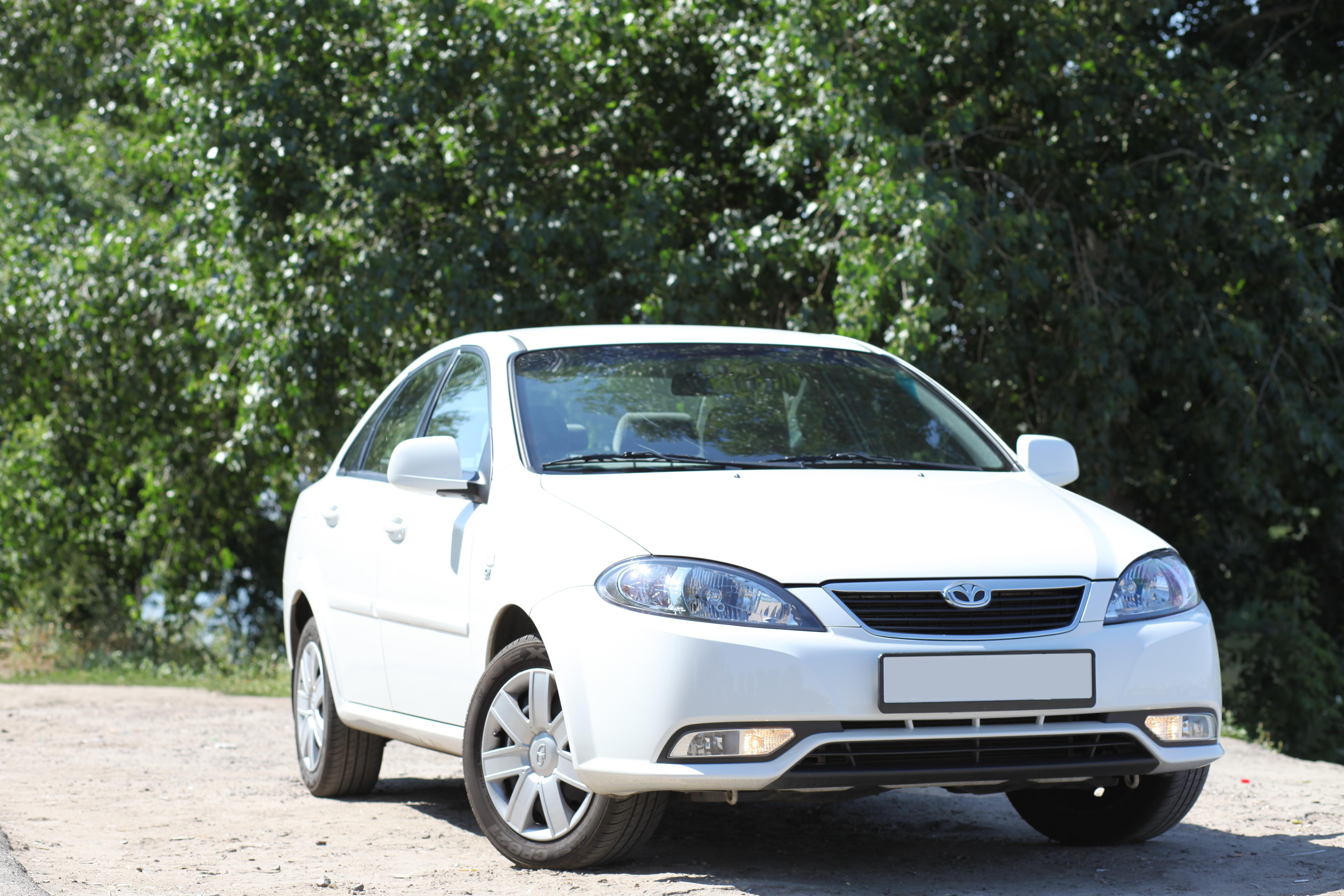
Daewoo Gentra è attualmente una macchina prodotta da UzDaewooAuto.

Fino al 2017, secondo gli indicatori di transizione della EBRD,, il clima degli investimenti in Uzbekistan rimane tra i meno favorevoli nella CSI, con solo Bielorussia e Turkmenistan a posizionarsi più in basso. Il clima sfavorevole degli investimenti ha ridotto a un rivolo gli afflussi di investimenti esteri. Si ritiene che l'Uzbekistan abbia il livello più basso di investimenti diretti esteri pro capite nella CSI. Dall'indipendenza dell'Uzbekistan, le aziende statunitensi hanno investito circa 500 milioni di dollari nel paese, ma a causa del calo della fiducia degli investitori, delle vessazioni e dei problemi di convertibilità della valuta, numerosi investitori internazionali hanno lasciato il paese o stanno prendendo in considerazione l'idea di farlo. Nel 2005, la Banca Centrale ha revocato la licenza della nascente Biznes Bank, citando violazioni non specificate delle norme locali sul cambio valuta. La revoca ha comportato l'immediata apertura di procedure fallimentari, in base alle quali i depositi dei clienti sono rimasti bloccati per due mesi. Durante tale periodo non sono stati maturati interessi. Nel 2006, il governo dell'Uzbekistan ha costretto la Newmont Mining Corporation (all'epoca il maggiore investitore statunitense) a uscire dalla sua joint venture per l'estrazione dell'oro nella miniera d'oro di Muruntau. Newmont e il governo hanno risolto la controversia, ma l'azione ha avuto un impatto negativo sull'immagine dell'Uzbekistan tra gli investitori stranieri. Il governo ha tentato lo stesso con la britannica Oxus Mining. Coscom, una società di telecomunicazioni di proprietà statunitense, ha ceduto involontariamente la sua quota in una joint venture a un'altra società straniera. GM-DAT, una sussidiaria coreana di General Motors, è l'unica azienda statunitense nota ad essere entrata in Uzbekistan da oltre due anni. Ha recentemente firmato un accordo di joint venture con UzDaewooAuto per l'assemblaggio di automobili di produzione coreana destinate all'esportazione e alla vendita sul mercato interno. Altri grandi investitori statunitensi in Uzbekistan includono Case IH, che produce e fornisce assistenza per mietitrebbie e trattori per il cotone; Coca-Cola, con impianti di imbottigliamento a Tashkent, Namangan e Samarcanda; Texaco, che produce lubrificanti per la vendita sul mercato uzbeko; e Baker Hughes, attiva nello sviluppo di petrolio e gas.
Nel 2024, il debito estero dell'Uzbekistan ha raggiunto i 64,1 miliardi di dollari, pari al 55,7% del PIL, in aumento rispetto al 51,9% del 2023. Questo includeva sia passività pubbliche che private, sebbene gran parte del settore privato, in particolare banche e imprese industriali, rimanesse di proprietà statale. Il debito pubblico è salito a 33,9 miliardi di dollari (29,5% del PIL), mentre il debito estero delle imprese ha raggiunto i 30,2 miliardi di dollari (26,2%). Il governo ha continuato a controllare circa il 65% del settore bancario e deteneva partecipazioni in importanti aziende come UzAuto Motors e Uzbekneftegaz. Si prevedeva che il debito pubblico sarebbe salito a 45,1 miliardi di dollari (il 36,7% del PIL) entro la fine del 2025.
Nel 2025, il presidente Shavkat Mirziyoyev ha firmato una legge per l'adesione dell'Uzbekistan all'Accordo istitutivo della Banca Eurasiatica di Sviluppo (EADB). L'Uzbekistan diventerà il settimo membro della Banca e il terzo maggiore azionista con una quota azionaria del 10%.

## Servizi e terziario

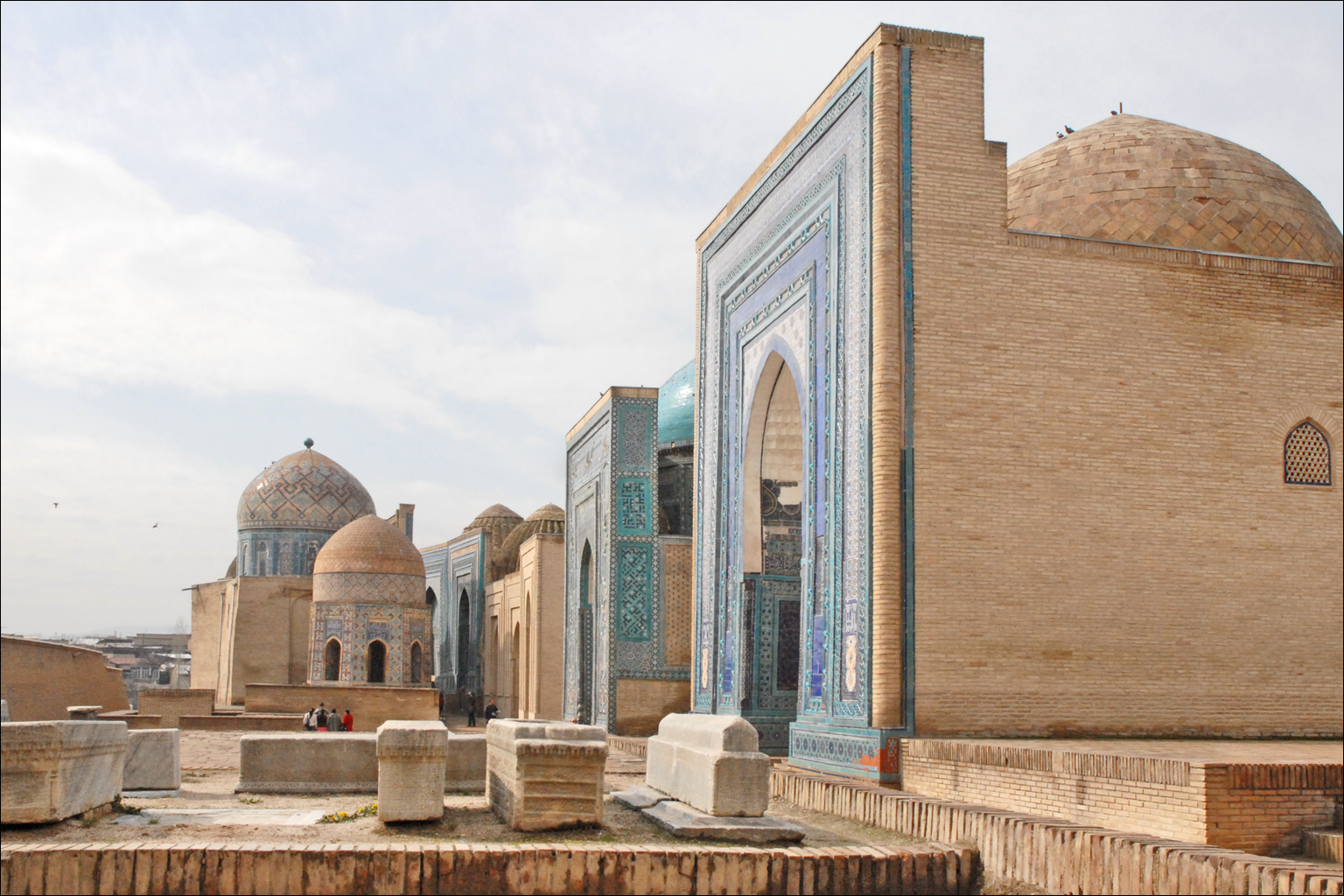
Samarcanda è una città storica sulla via della Seta

Il turismo rappresenta un settore sostanziale e in rapida crescita dell'economia dell'Uzbekistan. Il governo dell'Uzbekistan, sotto la guida del presidente Shavkat Mirziyoyev, ha investito molto nello sviluppo del turismo come settore ad alto potenziale di crescita, con un conseguente aumento degli arrivi internazionali da circa 1 milione nel 2016 a 7 milioni nel 2023.
I siti turistici più visitati dell'Uzbekistan sono legati alla storia della Via della Seta, in particolare le città di Bukhara, Khiva e Samarcanda. Il insieme del Registan di Samarcanda, un complesso di tre madrase risalenti al XV-XVII secolo, situato attorno alla storica piazza centrale della città, è uno dei monumenti più visitati dell'Uzbekistan, attirando più di 1 milione di visitatori nel 2022. L'Uzbekistan ospita sette siti Patrimoni dell'umanità, tra cui i centri storici di Bukhara, Samarcanda e Shakhrisabz, luogo di nascita di Amir Timur; così come l'Ichan Qala (lett. "fortezza interna"), il centro murato di Khiva. Mentre la maggior parte dei visitatori ha citato interesse per i siti storico-architettonici e la cultura dell'Uzbekistan, Il governo dell'Uzbekistan e le organizzazioni turistiche stanno anche lavorando per sviluppare altri settori turistici, come l'ecoturismo e il turismo di pellegrinaggio.

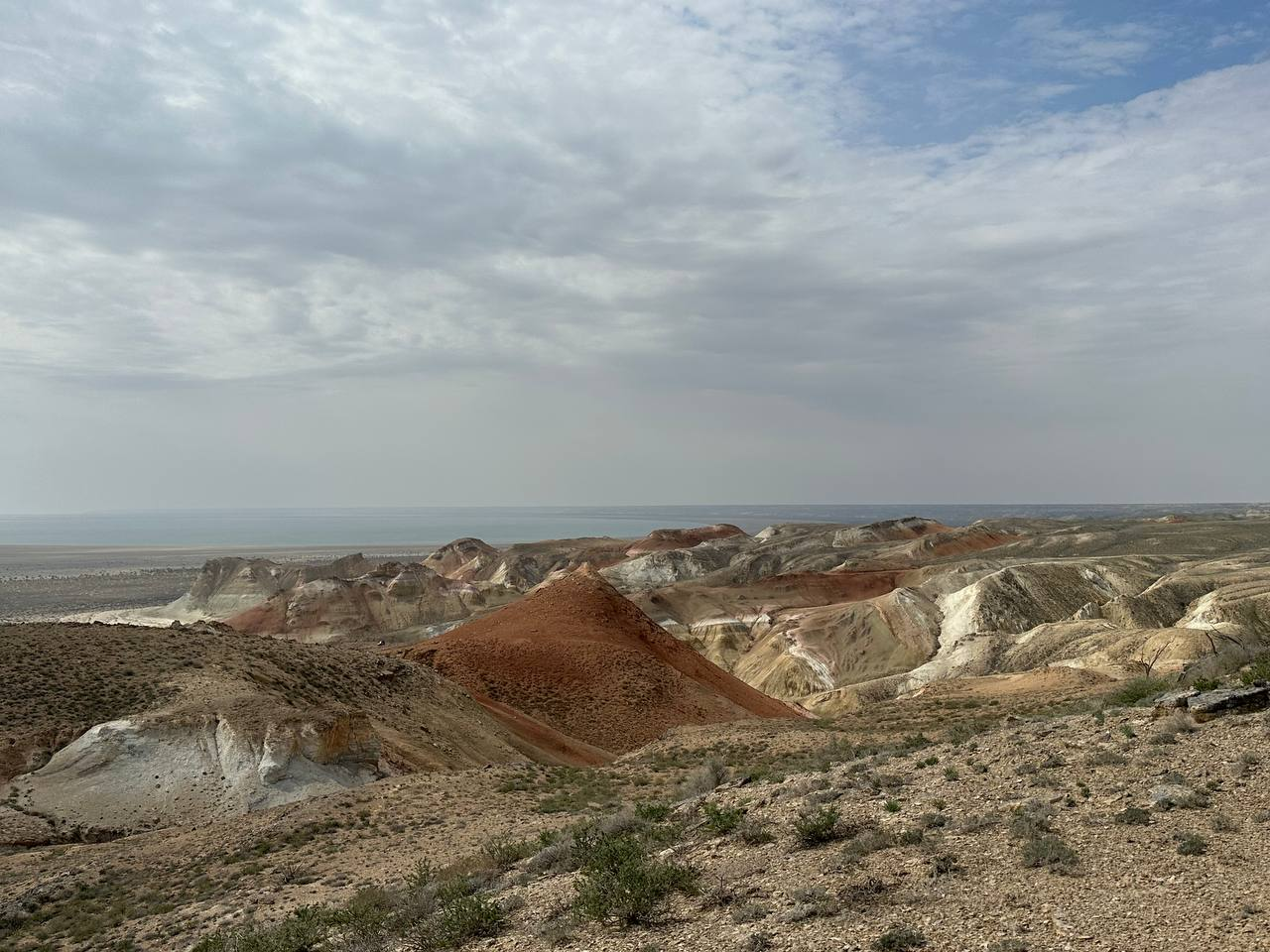
I deserti freddi invernali del Turan

Il governo dell'Uzbekistan continua a investire sia nello sviluppo delle infrastrutture turistiche, sia nel marketing dell'Uzbekistan come destinazione turistica. L'Aeroporto di Samarcanda è stato completamente ricostruito nel 2022 per triplicare la sua capacità, e i lavori di ristrutturazione dell'Aeroporto Internazionale di Tashkent sono in corso a partire dal 2024. Il Ministero della Cultura e del Turismo dell'Uzbekistan ha collaborato con media internazionali, servizi di streaming e influencer dei social media per promuovere il potenziale turistico del Paese.
Il mercato borsistico e finanziario del paese è regolamentato dalla Tashkent Stock Exchange, borsa valori dello stato centroasiatico, e dalla Banca centrale della Repubblica dell'Uzbekistan.